# Ruter
 Ikke at forveksle med Router.
Ruter AS er et norsk offentligt ejet selskab, der er ansvarlig for den kollektive trafik i Oslo og Akershus. Ruter fastsætter takster og køreplaner for T-bane, sporvogne, busser og færger i de to fylker. Busser og færger drives på kontrakt af forskellige entreprenører efter udbud, mens T-bane og sporveje drives af Sporveien T-banen, Sporveien Trikken og Oslo Vognselskap på årlige kontrakter.
Ruter er også ansvarlig for investeringer, og de penge til kollektiv trafik, som Oslo kommune og Akershus fylkeskommune har ansvar for, går gennem selskabet. Togtrafikken i regionen er også underlagt Ruters takstsystem men drives i sin helhed af Norges Statsbaner på vegne af Samferdselsdepartementet. Ruter ejes af Oslo kommune med 60 % og Akershus fylkeskommune med 40 %. 
Ruters datterselskab Konsentra sælger, administrerer og planlægger persontransport for personer, der ikke kan benytte den almindelige kollektive trafik. Derudover har Ruter de to datterselskaber Oslo Sporveier og Stor-Oslo Lokaltrafikk. De to selskaber er såkaldte sovende selskaber, der kun eksisterer for at varetage firmanavne, logoer og varemærker. Derudover ejer Ruter aktiemajoriteten i Interoperabilitetstjenester AS.